# Manuel Vicent
Manuel Vicent (Villavieja, Castellón, 1936) é um escritor, jornalista e galerista de arte espanhola.

## Biografia
Após obter a Licenciatura em Direito e Filosofia pela Universidade de Valencia, mudou-se para Madrid, onde estudou Jornalismo na Escola Oficial, onde começou a colaborar nas revistas Hermano Lobo, Triunfo e outros meios. Os seus primeiros artigos sobre política foram publicados no diário Madrid e, posteriormente, escreve no El País —órgão onde continua colaborando— umas crónicas parlamentares que o tornam famoso entre os leitores.
A sua obra compreende romances, teatro, contos, biografias, artigos jornalísticos, livros de viagens, notas gastronómicas, entrevistas, entre outros géneros. Os seus romances Tranvía a la Malvarrosa e Son de mar foram adaptadas para o grande ecrã com a mão de José Luis García Sánchez e Bigas Lua, respectivamente.
Vicent compartilha o seu trabalho como escritor com a de galerista de arte, uma de suas mais conhecidas paixões.

## Estilo de escrita
Segundo o humorista gráfico Andrés Rábago García (mais conhecido como Ops e, depois, El Roto), que ilustrou sua obra Crónicas urbanas, o estilo de Vicent «é muito barroco, mas também muito luminoso». E, em palavras do próprio autor, nas suas colunas e relatos reflete «esses momentos que nos fazem felizes, perplexos, cépticos e experientes em deuses menores».

### Confronto de opostos
É uma constante na escritura de Vicent o jogo de oposições e dualidades, contrapontos, ideias binárias, antíteses: o sublime e o banal, o quotidiano e o transcendente, o belo e o grotesco, o idealismo e o pragmatismo, a racionalidade e o instinto, o misticismo e a descrença, Deus e o carpe diem confrontam-se uma e outra vez nos textos vicentinos.

## Colunista
Destaca-se na obra de Manuel Vicent a sua colaboração com o diário ElPaís de forma quase ininterrupta desde 1981. Salvo breves lapsos de tempo no verão ou no período natalício em que escreve reportagens mais alargadas para outras secções do jornal, o escritor valenciano publica uma coluna de livre conteúdo na última página do diário impresso em sua edição dominical.

## Obras
- García Lorca. Ediciones y Publicaciones Españolas; 1969.[5]
- Hágase demócrata en diez días. AQ. 1976.
- El anarquista coronado de adelfas. Barcelona: Destino; 1979.
- Ángeles o neófitos. Barcelona: Destino; 1980.
- Retratos de la transición. Madrid: Penthalon; 1981. . 47 retratos sobre personagens chaves desse período, publicados inicialmente na edição de domingo do El País
- Inventario de otoño. Barcelona: Debate; 1983.
- Crónicas parlamentarias. San Lorenzo de El Escorial: Ediciones Libertarias-Prodhufi; 1984.
- Daguerrotipos. Barcelona: Debate; 1984.
- La carne es yerba. Madrid: Ediciones El País; 1985.
- Ulises, tierra adentro. Madrid: Ediciones El País; 1986.
- Balada de Caín. Barcelona: Destino; 1987.
- Arsenal de balas perdidas. Barcelona: Anagrama; 1988.
- Por la ruta de la memoria. Barcelona: Destino; 1992. Crónicas de viagens publicadas inicialmente no El País
- A favor del placer. Madrid: Aguilar; 1993.
- Contra Paraíso. Barcelona: Destino; 1993.
- Crónicas urbanas. Barcelona: Debate; 1993.
- Pascua y naranjas. Madrid: Alfaguara; 1993.
- La escritura (poesía), Valencia, Antojos, 1993.
- Del café Gijón a Ítaca. Madrid: Aguilar; 1994.
- Borja Borgia. Barcelona: Destino; 1995.
- No pongas tus sucias manos sobre Mozart. Barcelona: Debate; 1995.
- Los mejores relatos. Madrid: Alfaguara; 1997.
- Tranvía a la Malvarrosa. Madrid: Alfaguara; 1997.
- Las horas paganas. Madrid: Alfaguara; 1998.
- Jardín de Villa Valeria. Madrid: Alfaguara; 1999.
- Son de mar. Madrid: Alfaguara; 1999.
- Espectros. Madrid: Ediciones El País; 2000.
- La muerte bebe en vaso largo. Barcelona: Destino; 2000.
- Antitauromaquia. Madrid: Aguilar; 2001.
- La novia de Matisse. Madrid: Alfaguara; 2001.
- El azar de la mujer rubia. Madrid: Alfaguara; 2002.
- Otros días, otros juegos. Madrid: Alfaguara; 2002.
- Cuerpos sucesivos. Madrid: Alfaguara; 2003.
- Nadie muere la víspera. Madrid: Alfaguara; 2004.
- Retratos. Madrid: Aguilar; 2005.
- Verás el cielo abierto. Madrid: Alfaguara; 2005.
- Comer y beber a mi manera. Madrid: Alfaguara; 2006.
- com Roberto Sánchez Terreros e Pedro Tabernero de la Linde, Todos los olivos (poesia), Sevilla, Grupo Pandora, 2006
- El cuerpo y las olas. Madrid: Alfaguara; 2007.
- León de ojos verdes. Madrid: Alfaguara; 2008.
- Póquer de ases. Madrid: Alfaguara; 2009.
- Aguirre, el magnífico. Madrid: Alfaguara; 2011
- Mitologías. Madrid: Alfaguara; 2012
- El azar de la mujer rubia. Madrid: Alfaguara; 2013
- Desfile de ciervos. Madrid: Alfaguara; 2015

## Prémios
- 1966: Prêmio Alfaguara de Novela, por Pascua y naranjas
- 1979: Prêmio González-Ruano de jornalismo, por No pongas tus sucias manos sobre Mozart[6]
- 1986: Prêmio Nadal, por Balada de Caín
- 1994: Prêmio Francisco Cerecedo concedido pela Associação de Jornalistas Europeus em Espanha
- 1999: Prêmio Alfaguara de Novela, por Son de mar